# Chris Bloore
Christopher James Bloore est un homme politique du Parti travailliste britannique qui est député de Redditch depuis le 4 juillet 2024.

## Carrière politique
Bloore est auparavant membre du Conseil du comté de Worcestershire, représentant Bromsgrove South. Il démissionne au milieu de son mandat après son élection en 2017 pour travailler à Toronto, au Canada en tant que directeur général d'une association professionnelle provinciale du tourisme, et sa démission déclenche une élection partielle qui est remportée par le Parti conservateur, le Parti travailliste terminant quatrième. Bloore est sélectionné comme candidat parlementaire pour Redditch en février 2024.